# Jean-Louis Barrelet
Pour les articles homonymes, voir Barrelet.
Jean-Louis Barrelet, né le 13 mai 1902 à Môtiers et décédé le 3 septembre 1976 à Neuchâtel, est un ingénieur agronome et homme politique suisse, membre du Parti radical-démocratique.

## Biographie
Jean-Louis Barrelet étudie au lycée de Neuchâtel, puis à l'École polytechnique fédérale de Zurich où il obtient, en 1925, son diplôme d'ingénieur agronome. De 1927 à 1941, il est professeur à l'École d'agriculture de Cernier, qui avait été fondée par son grand-père Ernest Bille. Membre du Parti radical-démocratique, il fait partie du Conseil communal (exécutif) de Cernier de 1936 à 1941. Il est ensuite élu au Conseil d'État, le gouvernement cantonal, en 1941 et y est responsable des Départements militaires et de l'agriculture. Quatre ans plus tard, il est également élu au Conseil des États, la chambre haute de l'Assemblée fédérale, qu'il préside en 1953-1954. Il démissionne du Conseil d'État et du Conseil des États en 1969. Il a également présidé la Commission fédérale de l'agriculture et été vice-président de l'Union suisse des paysans.